# Villons-les-Buissons
Villons-les-Buissons – miejscowość i gmina we Francji, w regionie Normandia, w departamencie Calvados.
Według danych na rok 1990 gminę zamieszkiwało 550 osób, a gęstość zaludnienia wynosiła 146 osób/km² (wśród 1815 gmin Dolnej Normandii Villons-les-Buissons plasuje się na 407. miejscu pod względem liczby ludności, natomiast pod względem powierzchni na miejscu 986.).